# Оли (Ајова)
Оли (енгл. Ollie) град је у америчкој савезној држави Ајова. По попису становништва из 2010. у њему је живело 215 становника.

## Демографија
Према попису становништва из 2010. у граду је живело 215 становника, што је -9 (-4.0%) становника више него 2000. године.
| Група             | 2000.       | 2010.       |
| Белци             | 221 (98,7%) | 213 (99,1%) |
| Афроамериканци    | 0 (0,0%)    | 0 (0,0%)    |
| Азијати           | 1 (0,4%)    | 1 (0,5%)    |
| Хиспаноамериканци | 0 (0,0%)    | 0 (0,0%)    |
| Укупно            | 224         | 215         |